# Seminari Conciliar de la Seu d'Urgell
El Seminari Conciliar de la Seu d'Urgell és un gran edifici bastit el 1860, projectat per Romà Samsó i impulsat pel bisbe Josep Caixal. Situat a l'avinguda de l'antic camí ral de Cerdanya, al nord-est de la Seu d'Urgell, a l'Alt Urgell, va ser edificat per acollir el seminari fundat el 1592 a la ciutat.

## Descripció
Gran edifici d'estil neoromànic. La planta té forma de lletra E orientats els braços vers el sud. L'imponent edifici, avui desocupat gairebé del tot, té una biblioteca de 16 000 volums, entre els quals destaca un fons antic provinent del monestir de Sant Serni de Tavèrnoles, dels convents suprimits el 1835 i del Palau Episcopal. Actualment serveix com a residència d'estudiants.

## Història

### Antecedents
Els seminaris són centres destinats a la formació de sacerdots, i habitualment depenen d'un bisbat. L'Església Catòlica els va crear l'any 1545 per un decret del Concili de Trento. El primitiu seminari del Bisbat d'Urgell, fundat el 1592 pel bisbe Andreu Capella on ara hi ha la Casa Missió, tenia una església d'una sola nau i de poc valor arquitectònic, que posseïa, però, quadres importants, com una Concepció de Josep Ribalta i una pintura de Sant Andreu que hi havia a l'altar major.

### Seminari
El bisbe Josep Caixal va arribar el 1853 al Bisbat d'Urgell. Tres mesos després d'arribar a la diòcesi, va anunciar el seu propòsit de bastir un nou seminari a la Seu d'Urgell en substitució del que hi havia al col·legi de Sant Andreu. El 1858 s'obrí l'expedient canònic d'edificació. L'elegant edifici es va bastir de forma ràpida, per donar servei a tots els seminaristes que fins llavors havien estat dispersos per les cases rectorals, preceptories o sucursals foranes i famílies de la ciutat.
Segons la llegenda, el bisbe Caixal va impulsar la construcció del nou seminari (1860) amb diners d'un tresor de l'església de Sant Domènec, que havia estat desamortitzada.
Els nois de la ciutat, fins a la introducció dels germans de les Escoles Cristianes (1910), acudien al Seminari, mentre que les noies estudiaven al Col·legi de les Monges. El seu ús com a centre d'educació, ple d'infants i de joves en època d'estudi, va decaure a mesura que les vocacions van minvar.
Durant el pontificat del bisbe Joan Martí es van fer reparacions en l'edifici i en la capella. L'any 2004, amb motiu dels 150 anys de la proclamació del Dogma de la Immaculada Concepció, el bisbe Joan-Enric Vives va inaugurar els treballs de restauració de l'interior de la Capella, adaptada les disposicions del Concili Vaticà II.